# FUD
FUD este un acronim al termenului englezesc "Fear, uncertainity and doubt" (în românește „Teamă, nesiguranță și îndoială”).
"Fear, uncertainity and doubt (FUD)" este o tactică folosită în vânzări, marketing, relații publice, politică și propagandă. În general, FUD este o încercare strategică de a influența percepția publică asupra unui anumit subiect prin diseminarea informațiilor dubioase și/sau false despre el, menite să submineze încrederea. De exemplu, o firmă poate folosi FUD pentru a determina publicul să exprime păreri și speculații negative asupra unui produs concurent, pentru a exagera estimarea costurilor de trecere la produse concurente sau pentru a minimaliza un posibil rival.
Mecanismul psihologic de propagare și care asigură priză la public se bazează pe două componente principale:
1. Veștile proaste circulă repede, și se rețin cel mai repede
2. Graba și fuga de efort. Răspunsurile automate pe care le dăm și suntem tentați să le adoptăm în situații în care nu dorim să facem un minim efort să discernem adevărul unor fapte. În acel moment recurgem la răspunsuri stereotip cu privire la subiectul în cauză, propagând o idee greșit auzită și preluată.

## Citirea ulterioară
În timp ce utilizarea în mod obișnuit a termenului "FUD" este relativ recentă și oarecum limitată, practica de a acorda asistență neautorizată altor persoane, produse sau împrejurări pentru a-și îndeplini obiectivele proprii poate fi la fel de veche ca și umanitatea; exemplele din literatura clasică includ Iago în Othello al lui Shakespeare, iar termenii din secțiunea "Vezi și" de mai jos oferă multe alte exemple.

## Exemple

### Producătorii de software

#### Microsoft
De prin anii 1990, termenul a devenit asociat mai ales cu practicile Microsoft. Roger Irwin spunea:
„Curând, Microsoft a deprins arta FUD de la IBM, și de-a lungul anilor '80 s-a folosit de FUD ca metodă principală de marketing, așa cum făcuse IBM în deceniul anterior. Până într-acolo încât au aruncat cu FUD chiar în IBM în anii concurenței între OS/2 vs Win3.1.”
În 1996, Caldera, Inc.⁠(d) a acuzat Microsoft de mai multe practici anticoncurențiale⁠(d), inclusiv de lansarea de anunțuri de tip vaporware, crearea de FUD, și excluderea concurenților de la participarea la programele de beta-testare pentru a distruge concurența în piața DOS. Una din afirmații era legată de faptul că modificaseră Windows 3.1 așa încât să nu ruleze pe DR DOS 6.0⁠(d) deși nu exista niciun motiv tehnic pentru care nu ar fi funcționat. Aceasta era cauzată de așa-numitul cod AARD⁠(d), un cod criptat, găsit în mai multe programe Microsoft. Codul falsifica mesaje de eroare⁠(d) lipsite de sens dacă rula pe DR DOS, cum ar fi:
„Non-Fatal error detected: error #2726
Please contact Windows 3.1 beta support
Press ENTER to exit or C to continue”
Dacă utilizatorul alegea C{{#if:|, Windows continua să ruleze pe DR DOS fără probleme. Deja în industrie se făceau speculații cum că acest cod avea ca scop crearea de îndoieli despre compatibilitatea lui DR DOS și deci distrugerea reputației produsului, notele interne ale lui Microsoft, publicate ca parte a procesului antitrust⁠(d) United States v. Microsoft⁠(d) au dezvăluit mai târziu că ceste mesaje de eroare eraun îndreptate chiar împotriva lui DR DOS. La un moment dat, CEO-ul Microsoft Bill Gates a trimis mai multor angajați o notă în care spunea:
„Nu mi-ați mai răspuns la întrebarea ce ar face o aplicație ca să meargă cu MS-DOS și nu cu DR-DOS. Există vreun feature pe care îl au ei și care ar încurca?”
Vicepreședintele senior al lui Microsoft, Brad Silverberg⁠(d), a trimis ulterior o altă notă:
„Ceea ce ar trebui este ca [utilizatorul] să se simtă incomod, și când are buguri, să creadă imediat că problema este de la DR-DOS și ca urmare să meargă să cumpere MS-DOS.”
În 2000, Microsoft a acceptat să plătească despăgubiri în schimbul opririi procesului. Suma nu a fost dezvăluită inițial, dar în 2009 s-a aflat că era 280 de milioane de dolari.
Cam în aceeași perioadă, „documentele de Halloween⁠(d)”, documente interne ale lui Microsoft, afirmau că "OSS [Open Source Software] este credibilă pe termen lung… [ca urmare] tacticile FUD nu pot fi folosite pentru a o combate." Open source software, și comunitatea Linux în particular, erau văzute ca ținte predilecte ale FUD-ului produs de Microsoft:
- Afirmații despre "natura virală⁠(d)"[19] a lui GNU General Public License (GPL).
- Afirmații că "…FOSS [Free and open source software] încalcă nu mai puțin de 235 de brevete Microsoft”, înainte de a fi format vreun precedent legal pe dreptul brevetelor software.[20][21]
- Afirmații că Windows Server 2003 are cost total de deținere⁠(d) mai mic decât Linux, în campania „Get-The-Facts” a lui Microsoft. S-a dovedit că acea comparație era între un Linux pe un mainframe IBM⁠(d) extrem de scump, și Windows Server 2003 pe un server ieftin, bazat pe Intel Xeon.[22][23]
- Un filmuleț din 2010 susținea că OpenOffice.org are pe termen lung costuri de deținere mai mari, că are interoperabilitate slabă cu suita de office a lui Microsoft. În film se făceau afirmații cum ar fi „dacă o soluție freeware open source se strică, cine o s-o repare?"[24][25]

#### SCO v. IBM
Procesul împotriva IBM⁠(d) declanșat de SCO Group⁠(d) în 2003, și finanțat de Microsoft⁠(d), în care se cereau 5 miliarde de dolari despăgubiri din drepturi de proprietate intelectuală  din partea comunității free software⁠(d), este un exemplu de FUD. IBM susținea textual în răspuns că SCO împrăștie „”frică, incertitudine și îndoială”.
Judecătorul-magistrat Brooke C. Wells⁠(d) scria (într-o opinie legală cu care Dale Albert Kimball⁠(d) a fost de acord) în ordinul prin care limita cererile de despăgubire ale SCO: "Curtea găsește neconvingățoare argumentele SCO. Acestea sunt ca și cum SCO ar spune lui IBM, «scuze, nu o să vă spunem ce ați făcut greșit, că știți deja...» S-a cerut ca SCO să dezvăluie în detaliu ce anume consideră că IBM și-a însușit... curtea consideră impardonabil faptul că SCO... nu pune toate detaliile pe masă. Cu siguranță, dacă o persoană ar fi oprită și acuzată de furt din magazine⁠(d) după ce iese dintr-un Neiman Marcus⁠(d), ar fi de așteptat să li se spună la un moment dat ce anume ar fi furat. Ar fi absurd ca ofițerul să-i spună acuzatului «știi tu ce ai furat, nu-ți spun eu». Sau, să-i dea acuzatului un catalog Neiman Marcus cu întregul inventar și să-i spună «e pe acolo pe undeva, descurcă-te».
Darl Charles McBride⁠(d), președinte și CEO al SCO, afirma următoarele:
1. „IBM ne-a luat valoroasele secrete comerciale și le-a dat la Linux,”
2. „Găsim... cazuri unde în kernelul linux este linie-cu-linie același cod ca și codul nostru UnixWare⁠(d)”
3. „...dacă mai multe companii nu încep să cumpere licențe de utilizare a proprietății SCO... [SCO] l-ar putea da în judecată pe Linus Torvalds... pentru încălcarea brevetelor.”
4. „Ambele companii [IBM și Red Hat] au mutat răspunderea pe umerii clientului și nouă ne-au spus să-i dăm pe ei în judecată.”
5. "Avem capacitatea să mergem la utilizatori cu acțiuni în instanță și o vom face dacă trebuie, SCO Group este îndreptățit să ceară distrugerea oricărei copii de AIX [varianta UNIX proprietară a IBM]»”
6. "Vineri 13 iunie 2003, vom înceta să mai încercăm să dialogăm cu IBM, și vom vorbi direct cu clienții lor și vom merge să-i audităm. IBM nu mai are autoritatea să vândă sau să distribuie IBM AIX iar clienții nu mai au dreptul să folosească software AIX”
7. „Dacă doar mergem încet de-a lungul căii unui litigiu tipic, în care durează ani și ani să rezolvi ceva, și între timp ai toată această incertitudine ce plutește deasupra pieței..."
8. "Utilizatorii rulează sisteme care au practic software piratat înăuntru, practic au răspundere."[28]

Acțiunile SCO au urcat brusc de la sub 10 dolari pe acțiune la peste 30 de dolari, în câteva săptămâni în 2003. După aceea, au scăzut la circa 1,20 dolari—și s-au prăbușit la sub 50 de cenți la 13 august 2007, după o decizie legală conform căreia Novell deține toate drepturile de autor pentru UNIX.

#### Apple
Apple a susținut că jailbreakingul iPhone-urilor ar putea permite hackerilor să strice celulele rețelelor de telefonie⁠(d). Aceasta a fost descrisă de Fred von Lohmann⁠(d), reprezentant al Electronic Frontier Foundation (EFF), ca „o amenințare cam teoretică...mai mult FUD decât realitate”.